# Kühleweinstraße 4

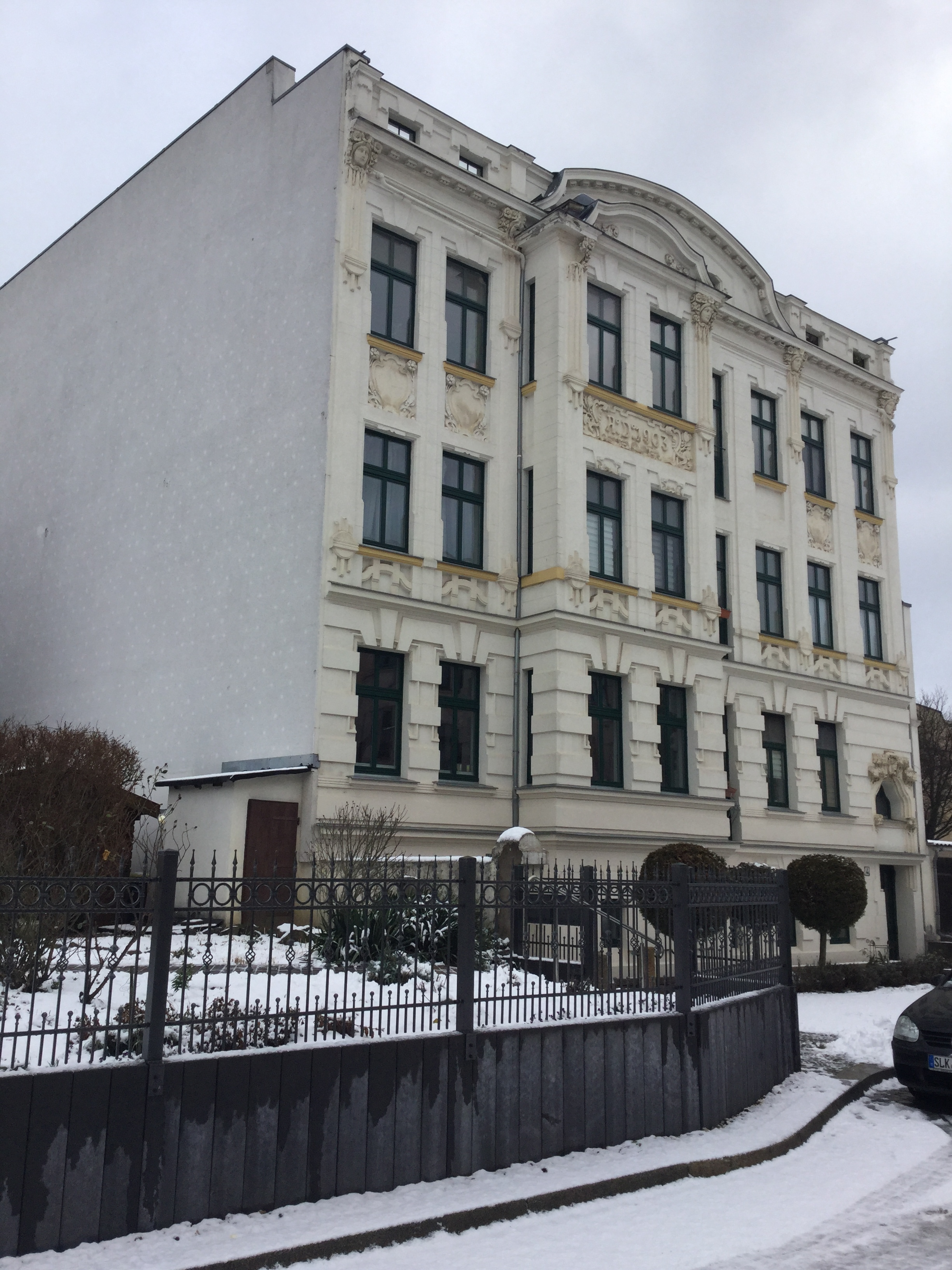
Haus Kühleweinstraße 4

Das Gebäude Kühleweinstraße 4 ist ein denkmalgeschütztes Wohnhaus in Magdeburg in Sachsen-Anhalt.

## Lage
Es befindet sich einzelstehend und prägend für das Straßenbild auf der Nordseite der Kühleweinstraße im Magdeburger Stadtteil Alte Neustadt.

## Architektur und Geschichte
Das dreigeschossige verputzte Gebäude wurde in den Jahren 1902/1903 vom Architekten Walter Bahn errichtet, der zugleich auch Eigentümer des Hauses war. Es entstand ein repräsentativ gestalteter achtachsiger Bau, vor dessen linker Seite sich ein zweiachsiger Erker befindet. Am Erker befindet sich die auf die Bauzeit verweisende Jahreszahl 1903. Eine geschwungene Balustrade befindet sich vor dem Dach und grenzt eine heute dort eingerichtete Dachterrasse ab. Das Gebäude ruht auf einem hohen Souterrain. Die Fassade des Souterrains und des Erdgeschosses weisen eine Rustizierung auf. Der übrige Teil ist mit einer Putzrillung versehen. An den oberen Stockwerken findet sich eine breite Gliederung aus Lisenen. Außerdem besteht eine Verzierung mit Stuck in Formen des Jugendstils. So sind florale Motive und weibliche Masken zu sehen.
Im örtlichen Denkmalverzeichnis ist das Wohnhaus unter der Erfassungsnummer 094 70459 als Baudenkmal verzeichnet.